# Alan Napier
Alan Napier, född 7 januari 1903 i Kings Norton i Worcestershire (i nuvarande West Midlands), död 8 augusti 1988 i Santa Monica i Kalifornien, var en brittisk skådespelare. Napier medverkade i över 80 filmer, majoriteten amerikanska Hollywoodfilmer. Han blev också en flitigt anlitad TV-skådespelare från 1949 och fram till 1981. Han är främst känd för rollen som Bruce Waynes betjänt Alfred i TV-serien Läderlappen under 1960-talet.

## Filmografi (i urval)
- 1940 – Den osynlige mannens återkomst
- 1940 – Förbannelsens hus
- 1942 – Rovdjurskvinnan
- 1942 – Slumpens skördar
- 1943 – Lassie på äventyr
- 1943 – På villovägar
- 1943 – Madame Curie
- 1943 – Sången om Bernadette
- 1944 – De objudna
- 1944 – I skuggan av ett tecken
- 1945 – Mörkrets ängel
- 1945 – De dödas ö
- 1946 – 3 främlingar
- 1946 – En skandal i Paris
- 1946 – Den onda ängeln
- 1947 – Fiesta
- 1947 – En skugga faller
- 1947 – Sinbad sjöfararen
- 1947 – Lockfågeln
- 1948 – En yankee vid kung Arthurs hov
- 1948 – Våld i mörker
- 1948 – Macbeth
- 1949 – På liv och död
- 1949 – Tarzans magiska källa
- 1951 – Missouri
- 1951 – Blå slöjan
- 1951 – Caruso, storsångaren
- 1952 – Spioncentral Hawaii
- 1953 – Julius Caesar
- 1953 – Hennes kungarike
- 1955 – Hovnarren
- 1955 – Slottet i skuggan
- 1956 – The Mole People
- 1957 – Kvinnors längtan
- 1959 – Resan till jordens medelpunkt
- 1962 – Jagad av skräck
- 1963 – Svärdet i stenen (röst)
- 1964 – Marnie
- 1964 – My Fair Lady
- 1964 – Mördaren kommer på natten
- 1964 – 36 timmar
- 1965 – In i det sista
- 1966 – Läderlappen (film)
- 1966–1968 – Läderlappen (TV-serie)
- 1976 – Kojak (TV-serie) (gästroll)
- 1979 – Kampen om Colorado (TV-serie) (gästroll)